# دييغو أوبازو
دييغو أوبازو (بالإسبانية: Diego Opazo)‏ هو لاعب كرة قدم تشيلي في مركز الدفاع، ولد في 2 فبراير 1991 في فيلاريكا ‏ في تشيلي. لعب مع كوريكو يونيدو ونادي أونيفرسيداد كاتوليكا.

## وصلات خارجية
- دييغو أوبازو على موقع إي إس بي إن إف سي (الإنجليزية)
- دييغو أوبازو على موقع قاعدة بيانات كرة القدم.إي يو (الإنجليزية)
- دييغو أوبازو على موقع Soccerway.com (الإنجليزية)